# Gajwa-dong
Gajwa-dong (koreanska: 가좌동) är en stadsdel i staden Incheon i Sydkorea, 29 km väster om huvudstaden Seoul. Den ligger i stadsdistriktet Seo-gu.

## Indelning
Administrativt är Gajwa-dong indelat i:
| Namn    | Namn              | Yta km² | Invånare 31 dec 2020 |
| ------- | ----------------- | ------- | -------------------- |
| 가좌1동 | Gajwa 1(il)-dong  | 4,35    | 13 675               |
| 가좌2동 | Gajwa 2(i)-dong   | 0,73    | 20 541               |
| 가좌3동 | Gajwa 3(sam)-dong | 1,94    | 16 867               |
| 가좌4동 | Gajwa 4(sa)-dong  | 1,92    | 11 059               |